# Milorad Čavić
El título de este artículo contiene los siguientes caracteres: Č y ć. En caso de no estar disponibles, el nombre puede ser representado como Milorad Cavic.
Milorad Čavić (serbio cirílico: Милорад Чавић), nacido el 31 de mayo de 1984 en Anaheim, CA (Estados Unidos) es un ex-nadador serbio-estadounidense, especializado en estilo mariposa.

## Biografía
Hijo de emigrantes serbios, Čavić tiene la doble nacionalidad serbio-estadounidense. Asistió al Tustin High School en California, donde estableció cuatro récords CIF y una mejor marca nacional en High School en los 50 m estilo libre. Nadando para la Universidad de California en Berkeley, y entrenado por Mike Bottom, estableció un nuevo récord universitario en los 100 m mariposa (45,44 s). 
Participó en representación de Serbia en el Campeonato Europeo de Natación en Piscina Corta de 2003 en Dublín de 2003, donde ganó la medalla de oro en 100 m mariposa y estableció un nuevo récord mundial. También ganó la medalla de plata en los 50 m libres. Čavić mantuvo su título europeo de 100 metros en los posteriores campeonatos de piscina corta en Helsinki 2006 (con una marca de 50,63), Debrecen 2007 (terminando en 50,53) y Rijeka 2008 (terminando en 49,19 y estableciendo un nuevo récord europeo). En este último torneo, también ganó la medalla de plata en 50 m mariposa.
En 2008, Čavić ganó el Campeonato Europeo de Natación de 2008 en la categoría de 50 metros mariposa, estableciendo un nuevo récord europeo (23.11) en Eindhoven, (Países Bajos), pero fue descalificado por la Liga Europea de Natación (LEN) por llevar una camiseta en la ceremonia de medallas con el lema "Косово је Србија" ("Kosovo es Serbia").
En el Campeonato Mundial de Natación de 2009, Čavić ganó el oro en los 50 m mariposa, y batió el récord del mundo de los 100 m mariposa en las semifinales, con un tiempo de 50,01 segundos. Sin embargo, fue superado en la final por Michael Phelps, que logró la medalla de oro y un nuevo récord.

## Participaciones olímpicas

### Sídney 2000
Con sólo 16 años, Čavić participó con el equipo olímpico de la RF de Yugoslavia en los Juegos Olímpicos de Sídney 2000, en la prueba de 100 m mariposa, donde cayó eliminado en las primeras calificatorias.

### Atenas 2004
En los Juegos Olímpicos de Atenas 2004, Čavić acudió ya en representación de Serbia, en los 100 m mariposa, y cayó eliminado en una de las semifinales al sufrir un incidente con el traje cuando era líder de la prueba.

### Pekín 2008
En los Juegos Olímpicos de Pekín 2008, participó en las competiciones de 100 m estilo libre y 100 m mariposa. En la primera de ellas, fue eliminado en semifinales, y aprovechó para preparar a fondo su prueba favorita. En los 100 m mariposa, venció en todas sus series logrando un récord olímpico, ganando también su semifinal, pero perdió la final ante Michael Phelps, por 1/100 de segundo, en una de las llegadas más igualadas de la historia de las olimpiadas, que tuvo que ser dilucidada mediante la Foto finish. El equipo serbio impugnó el resultado, pero la FINA lo confirmó posteriormente.